# Voillecomte
Voillecomte é uma comuna francesa na região administrativa da Champanha-Ardenas, no departamento de Haute-Marne. Estende-se por uma área de 14,44 km². Em 2010 a comuna tinha 534 habitantes (densidade: 37 hab./km²).